# Saint-Savin (Isère)
Saint-Savin é uma comuna francesa na região administrativa de Auvérnia-Ródano-Alpes, no departamento de Isère. Estende-se por uma área de 24,55 km². Em 2010 a comuna tinha 4 175 habitantes (densidade: 170,1 hab./km²).